# Мамуля и папуля
«Мамуля и папуля» — британский фильм ужасов 2008 года режиссёра Стивена Шейла. Его премьера состоялась 22 августа 2008 года во время Лондонского кинофестиваля FrightFest. Днём позже его показали во время фестиваля фэнтези в Германии. Фильм является режиссёрским дебютом Стивена Шейла.

## Сюжет
Польская иммигрантка Лена Маллей (Ольга Федори) работает уборщицей в аэропорту Хитроу. Там она знакомится с коллегой Бёрди (Эйнсли Ховард). В ходе разговора Лена признаётся, что не поддерживает связь со своей семьёй из-за разногласий и живёт одна. Бёрди знакомит Лену со своим немым приёмным братом Элби (Тоби Александр), который также работает в аэропорту. Во время разговора Лена замечает шрамы на руке Бёрди, та объясняет, что страдала нарушениями поведения, но сейчас чувствует себя лучше. После смены Лена опаздывает на свой автобус, и Бёрди уговаривает её зайти к себе домой, откуда её отец довезёт Лену.
По прибытии Лену вырубили и ввели инъекцию. Она просыпается привязанная к стулу от криков, доносящихся из другой комнаты. Через мгновение мамуля (Дайдо Майлз) и папуля (Перри Бенсон) входят в комнату и представляются. Мамуля предупреждает Лену, что всё будет хорошо, если она будет исполнять приказы, и продолжает вводить ей успокоительное. Когда Лена просыпается снова, мамуля начинает вырезать знаки на её спине. Лена не может говорить из-за укола. Она вводит Лене ещё один шприц, и Лена засыпает. Позже она просыпается привязанная к раме. Мамуля говорит, что хотела бы, чтобы другая девочка приехала и жила здесь. Затем она протыкает кожу Лены каким-то металлом и вырезает какие-то знаки на её спине. После этого случая Лену везут к папуле, который говорит ей, что в его доме она будет следовать его правилам.
За завтраком семья смотрит порнографию. Лена пытается сбежать, но папуля хватает её, и Элби тащит её обратно к столу. Бёрди ухаживает за Леной. Вернувшись в свою комнату, Лена пытается убежать, но слышит, как папа ведёт слежку через замочную скважину. В течение следующих дней Лену неоднократно унижают и мучают мамуля и папуля зачастую без особой причины, в то время как Бёрди и Элби пытаются втянуть её в большие неприятности. Лена находит и прячет мобильный телефон, но быстро поймана и вследствие введена в более тяжёлый наркоз. Несколько дней спустя Лена привлекает внимание мужчины снаружи, но замечена папулей, который тащит её в свою комнату пыток, кладет её в чемодан и приказывает Элби ударить его молотком. Тем временем мужчина проникает в дом, но мамуля ждёт и душит его пузырчатой плёнкой. Тогда семья расчленяет его и заставляет Лену целовать его отрубленную голову. Затем они начинают употреблять конечности мужчины в пищу. В качестве дальнейшего наказания Лена проводит ночь привязанной к кухонной батарее.
Следующей ночью Лене удаётся вырваться из спальни, пока семья спит. Она пробирается в комнату пыток и находит лестницу на чердак, где она находит психически больную девушку в постели. Девочка начинает бороться, но Лена утешает её. В другой комнате она находит человека, которого удерживают, он тоже начинает бороться, почти поймав её, но Лена успокаивает его и находит оружие.
На следующее утро Бёрди входит в комнату Лены и говорит ей, что наступило Рождество. Она спускается вниз и видит распятого на стене мужчину и психически больную девушку в кресле. Папуля говорит Лене, что знает, что она освободилась прошлой ночью и обнаружила девочку. Он объясняет, что девочка — его дочь и что у неё был «спазм» в результате обвития пуповины вокруг её шеи во время рождения, и ему пришлось перекусить её зубами, подразумевая, что роды не происходили под наблюдением врача. Семья продолжает открывать серию неуместных рождественских подарков. Однако мама забыла купить подарок для папы, поэтому она говорит ему, что он может «иметь Лену на Рождество».
Папа приходит в комнату Лены в платье и при макияже и говорит Лене, что он «Мамуля», после чего домогается её. До этого втайне от отца, Элби сжалилась над Леной и ослабила её наручники, позволив Лене ударить папулю украденным оружием. Лена бежит вниз, преследуемая папулей, который спотыкается и заставляет мамулю с Бёрди помочь ему. Лена ударяет мамулю, и Элби нападает на неё, но Лена толкает его в стену и бьёт в живот.
Лена открывает заднюю дверь, но Бёрди атакует её снова, поэтому она бьет её по голове утюгом, который поднимает с пола, и выбегает наружу. Лена перелезает через задние ворота, но падает и выворачивает лодыжку. Мамуля и папуля хромая выбегают, окровавленные и избитые, преследуя её в поле. Лена падает, и мамуля наносит удар ножом. Но мамуля и папуля слишком слабы, чтобы убить её, поэтому Лена отбивается от них. Тем временем Элби оправился от болезненных судорог и собирается задушить её, выходя из парадной двери. Следующий и последний кадр — Лена кричит в поле, когда самолёты взлетают над головой.

## В ролях
| Актёр          | Роль    |
| -------------- | ------- |
| Перри Бенсон   | папуля  |
| Дайдо Майлз    | мамуля  |
| Ольга Федори   | Лена    |
| Эйнсли Говард  | Бёрди   |
| Тоби Александр | Элби    |
| Михей Дринг    | Анджела |